# Trebandad blombock
Trebandad blombock (Judolia sexmaculata) är en skalbaggsart som först beskrevs av Carl von Linné 1758.  Trebandad blombock ingår i släktet Judolia, och familjen långhorningar. Arten är reproducerande i Sverige.